# 20 (album của Lương Hán Văn)
#20 là một album Cantopop của Lương Hán Văn. Nó được đặt tên như vậy vì đây là album phòng thu thứ 20 của anh (không kể đến các album tổng hợp và album hòa nhạc). Đây cũng là dự án kỷ niệm 20 năm của anh kể từ năm 2009.

## Danh sách bài hát
1. Center Forward (中鋒)[2]
2. Lazy Pronunciation Song (懶音哥)
3. Asking Why Once and Again (一再問究竟)[3]
4. Vintage (古著)
5. Dress Circle (超等後座)
6. Love Affair (外遇)
7. I Am Afraid That I Will Fall in Love With You (我怕我會愛上你)
8. Flower Will Not Bloom (花不會盛開)
9. Center (Winning'11 Remix)
10. Lazy Song (Canton Battle Remix)
11. Growing Younger Overnight with Dicky Cheung (一夜年少, Mandopop)

## Giải thưởng
| Năm  | Lễ trao giải                          | Giải thưởng                                                 |
| ---- | ------------------------------------- | ----------------------------------------------------------- |
| 2011 | The Metro Showbiz Hit Awards          | Hit Song – Asking Why Once and Again (一再問究竟)           |
| 2011 | Jade Solid Gold Best Ten Music Awards | Top 10 Song Awards – Asking Why Once and Again (一再問究竟) |